# Messier 12
Messier 12 (M12 ili NGC 6218) je kuglasti skup u zviježđu Zmijonoscu. Otkrio ga je Charles Messier 30. svibnja 1764. godine.
Messier ga je opisao kao maglicu bez zvijezda, a prvi koji ga je razlučio je bio William Herschel 1783. godine.

## Svojstva
Messier 12 je gotovo blizanac susjednog kuglastog skupa Messier 10, nešto je veći i malo tamniji. 
Nekad se smatralo da je na pola puta od gustog otvorenog skupa, poput Messiera 11, do kuglastog skupa.
Messier 12 je kuglasti skup tipa IX, što znači da nije jako koncentriran (Messier 10 je tip VII).
Skup se nalazi na udaljenosti od 16.000 svjetlosnih godina sa stvarnim promjerom od 75 svjetlosnih godina. Trenutačno nam se približava brzinom od 16 km/s.
Dosad je otkriveno 13 promjenjivih zvijezda u skupu.
Najnovije studije iz 2006. godine pokazale su da je Messier 12 izgubio gotovo milijun zvijezda što je razlog neobično malom broju zvijezda.
Vjeruje se da je Kumova slama gravitacijskim utjecajem zarobila neke zvijezde.

## Vidljivost
S prividnim sjajem od magnitude +6,7, Messier 12 je lako uočljiv u dvogledu.
Manji teleskopi će ga pokazati kao maglicu bez zvijezda. Za djelomično razlučivanje potreban je teleskop s objektivom od 150 mm.
Teleskop s objektivima većim od 250 mm razlučit će gotovo cijeli skup.

## Vanjske poveznice
- (engl.) SEDS: NGC 6218
- (engl.) Hartmut Frommert: Revidirani Novi opći katalog
- (engl.) Izvangalaktička baza podataka NASA-e i IPAC-a
- (engl.) Astronomska baza podataka SIMBAD
- (engl.) VizieR
- (engl.) Auke Slotegraaf: NGC 6218 Deep Sky Observer's Companion
- (engl.) Courtney Seligman: Objekti Novog općeg kataloga: NGC 6200 - 6249